# Julie Charles
Julie Charles, née Julie Françoise Bouchaud des Hérettes le 4 juillet 1784 à Paris où elle est morte le 18 décembre 1817, est une femme connue pour avoir été l’égérie du poète Alphonse de Lamartine et l’inspiratrice de plusieurs de ses compositions.

## Biographie
Fille de Sébastien Raymond Bouchaud des Hérettes, commissaire de la Marine, et de Marguerite Anne Bergeyée, issue d'une  famille nantaise de planteurs créoles de Saint-Domingue, Julie y passe les sept premières années de sa vie avant d’être amenée, en pleine Terreur, par son père à Nantes, les troubles qui agitent la « perle des Antilles », depuis le début de la Révolution ayant dévasté les domaines de sa famille. Ruinée, elle écrit aux personnalités influentes et reçoit des aides du troisième Consul Charles-François Lebrun. Lors des Cent-Jours, elle rejoint Lally-Tollendal à Gand.

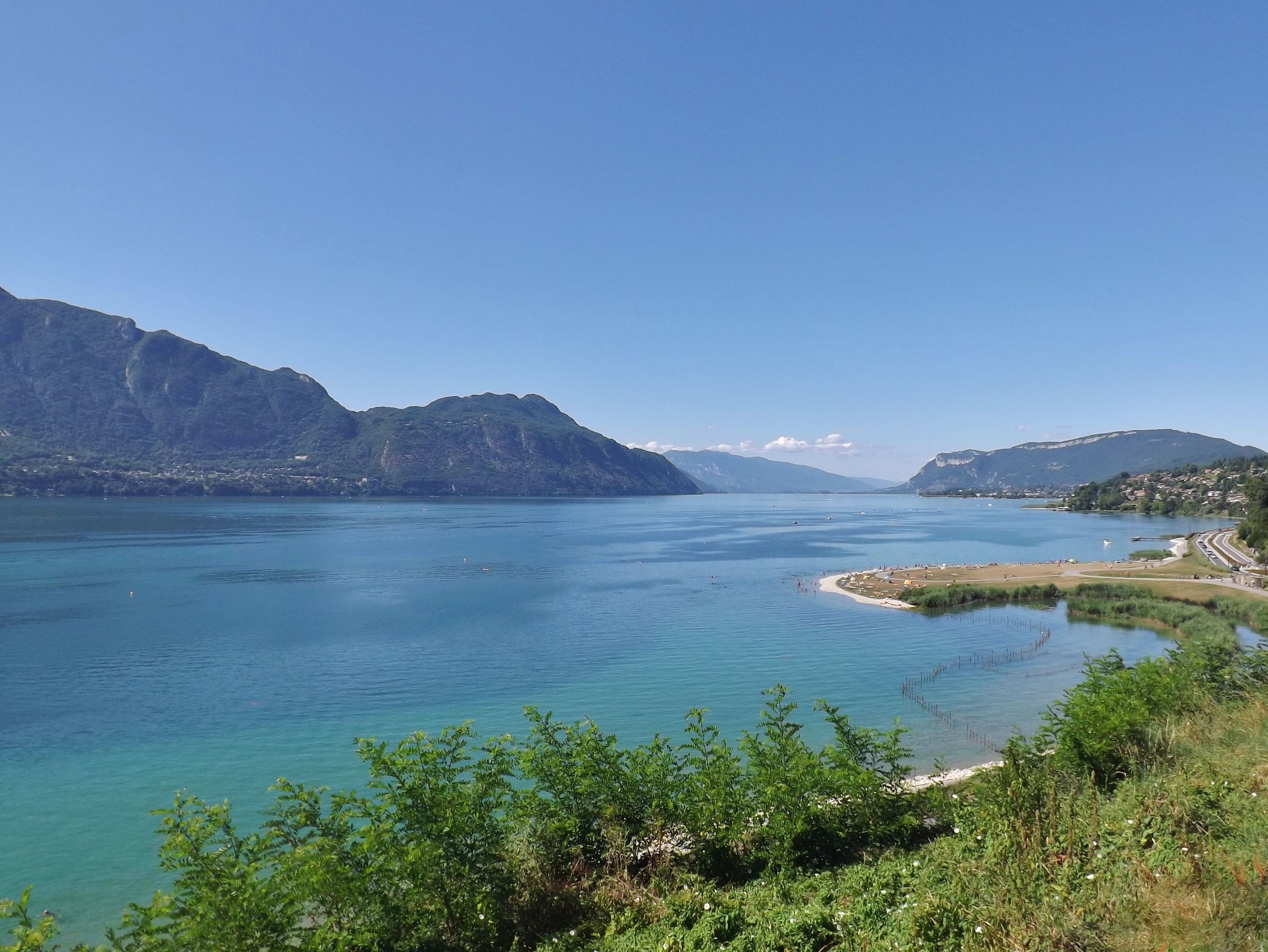
Le lac du Bourget en 2016, deux cents ans après le passage de Julie Charles.

Le 25 juillet 1804, âgée de 20 ans, elle épouse le physicien Jacques Charles, de plus de 35 ans son aîné, à Saint-Paterne-Racan, en Touraine, où elle demeure chez son oncle. Un peu timide, un peu maladive, très mélancolique surtout — elle a lu tout Rousseau, surtout la Nouvelle Héloïse —, souffrant de la tuberculose. Elle fait, au mois d’octobre 1816, alors qu’elle se trouve Aix-les-Bains, la rencontre d’Alphonse de Lamartine, qui séjourne également sur les rives du lac du Bourget, « par désœuvrement et pour vaincre un certain spleen ». Se plaisant à flâner ensemble sur les bords du lac, notamment à la grotte de Lamartine, ils entretiendront une idylle jusqu'à la mort de celle-ci. 
Revenu sur les bords du lac du Bourget, l’année suivante, Lamartine n’y retrouve pas la jeune femme, déjà trop malade pour voyager. Le 29 août 1817, il commence à écrire le poème Le Lac en son honneur, puis compose, en septembre, L'Immortalité, qui appartiennent l'un et l'autre aux Méditations poétiques, faisant passer Julie Charles à la postérité sous le nom d'Elvire. Succombant à la tuberculose, le 18 décembre 1817, elle est inhumée dans l'ancien cimetière de Vaugirard. Lamartine raconte également, dans Souvenirs et portraits, une partie de ce qu’il a éprouvé au cimetière en visitant sa tombe.

## Œuvres
Julie Charles n'écrit aucune œuvre en particulier mais la correspondance qu'elle échange avec Lamartine constitue, sinon une œuvre, du moins une inspiration au poète.
Les lettres confidentes du grand amour de sa vie sont en partie conservées par leur destinataire dans un carnet de deuil, carnet de cuir noir doublé de satin blanc, retrouvé dans le château de Saint-Point où Lamartine séjournait, et confié par M. Charles de Montherot, petit-neveu de Lamartine et propriétaire du château, à l'éditeur Librairie Hachette et Cie pour leur publication[réf. souhaitée].
René Doumic publie en 1906 Les lettres d'Elvire à Lamartine pour lever le mystère sur l'inspiration des strophes imprécises du Lac ou la prose concertée de Raphaël[pas clair] qui a fait de Lamartine le poète des Méditations.